# 2000年夏季奥林匹克运动会伯利兹代表团
伯利兹参加了9月15日至10月1日在澳大利亚悉尼举行的2000年夏季奥林匹克运动会。此次参赛是伯利兹第八次参加夏季奥运会，代表团派出了两名田径运动员：杰森·琼斯和艾玛·韦德，两人均未能通过各自项目的首轮比赛。

## 背景
1979年1月1日，伯利兹奥林匹克和英联邦运动会协会得到了国际奥委会的承认。伯利兹在1968年墨西哥城奥运会上完成首秀，且除了抵制1980年莫斯科奥运会外，伯利兹参加了每届夏季奥运会。悉尼奥运会是伯利兹第八次参赛，而他们还未曾参加过冬季奥运会。截至2016年里约热内卢奥运会，伯利兹尚未赢得奥运奖牌。伯利兹代表团包括两名田径运动员杰森·琼斯和艾玛·韦德，韦德担任开幕式旗手，四年后她在雅典再次担任了这一职务。

## 田径
艾玛·韦德在参加悉尼奥运会时年仅19岁，这也是她首次参加奥运会，后来韦德代表伯利兹参加了2004年雅典奥运会。9月23日，她参加了女子100米首轮比赛，并分在了第三组。韦德以12.25秒的成绩完赛，在小组中排在第七位，未能晋级下一轮。
杰森·琼斯在参加悉尼奥运会时23岁的时候，这也是其奥运会首秀，后来琼斯代表伯利兹参加了2008年北京奥运会。9月27日，他参加了男子200米首轮比赛，并分在了第一组。琼斯以22.20秒的成绩完赛，在热身赛中排名第七，在小组中排在第七位，未能晋级第二轮。
| 选手      | 比赛项目  | 预赛  | 预赛 | 四分之一决赛 | 四分之一决赛 | 半决赛 | 半决赛 | 决赛   | 决赛   |
| 选手      | 比赛项目  | 时间  | 排名 | 时间         | 排名         | 时间   | 排名   | 时间   | 排名   |
| --------- | --------- | ----- | ---- | ------------ | ------------ | ------ | ------ | ------ | ------ |
| 艾玛·韦德 | 女子100米 | 12.25 | 7    | 未晋级       | 未晋级       | 未晋级 | 未晋级 | 未晋级 | 未晋级 |
| 杰森·琼斯 | 男子200米 | 22.20 | 7    | 未晋级       | 未晋级       | 未晋级 | 未晋级 | 未晋级 | 未晋级 |

- 注 – 径赛排名仅为运动员所处小组排名